# Passengers (2016)
Passengers ist ein US-amerikanischer Science-Fiction-Film mit romantischen Elementen von Morten Tyldum, der am 21. Dezember 2016 in die US-amerikanischen und am 5. Januar 2017 in die deutschen Kinos kam. In den Hauptrollen sind Jennifer Lawrence und Chris Pratt zu sehen.
Im Rahmen der Oscarverleihung 2017 erhielt Passengers in zwei Kategorien eine Nominierung.

## Handlung
Im 24. Jahrhundert verwaltet und erschließt die Homestead Company außerirdische Kolonien und organisiert interstellare Passagen für Auswanderer. Eines ihrer Raumschiffe, die per Autopilot gesteuerte Avalon, befindet sich mit 5000 in Hyperschlaf versetzten Passagieren mit halber Lichtgeschwindigkeit auf der 120 Jahre dauernden Reise zur Koloniewelt Homestead II.
Eines Tages durchkreuzt das am Bug mit einem energetischen Schutzschild ausgestattete Schiff ein Asteroidenfeld, wobei der Schild durch die Kollision mit einem besonders großen Gesteinsbrocken kurzzeitig extrem belastet wird. Nach diesem Vorfall setzt die Avalon ihren Flug scheinbar unbeeinträchtigt fort, doch kurz darauf öffnet sich die Schlafkapsel des Zweite-Klasse-Passagiers Jim Preston. Da alle anderen Passagiere noch schlafen und die Reise noch 90 Jahre dauern wird, wurde er offenbar viel zu früh geweckt, doch seine diesbezüglichen Anfragen an die Auskunftssysteme des Schiffs sind nutzlos. Eine Rückkehr in den Hyperschlaf ist technisch unmöglich, und das Kontrollzentrum des Schiffs ist hermetisch verschlossen. Er setzt einen Notruf zur Erde ab und erfährt dann, dass er frühestens in 55 Jahren eine Antwort bekommen wird. Ihm ist klar, dass er im Wachzustand die Ankunft auf Homestead II nicht mehr erleben wird. So versucht er, das Beste aus seiner Situation zu machen, und verschafft sich mit seinen technischen Berufskenntnissen Zugang zu den luxuriösen Freizeitangeboten der ersten Klasse. Sein einziger Gesprächspartner ist Arthur, der auf einer Laufschiene hinter der Theke montierte androide Barkeeper. Nach über einem Jahr erträgt Jim die Einsamkeit und Sinnlosigkeit seiner Existenz nicht mehr und will sich das Leben nehmen, bricht den Suizidversuch jedoch im letzten Moment ab.
Kurz darauf tritt er beim Herumwandern in der Passagierhalle an die Schlafkapsel der Journalistin Aurora Lane heran und ist sofort von ihrer Schönheit fasziniert. Er studiert das digitale Persönlichkeitsprofil der Erste-Klasse-Passagierin und verliebt sich in sie. Laut den technischen Unterlagen könnte er sie ebenfalls jederzeit aufwecken, doch ist ihm andererseits klar, dass er damit ihre Lebensplanung auf der neuen Heimatwelt unwiderruflich zerstören würde, da auch sie diese dann nicht mehr lebend erreichen kann. Monatelang kämpft er mit seinem Gewissen, doch schließlich weckt er Aurora auf und lässt sie in dem Glauben, ihre Schlafkapsel habe ebenfalls versagt. Die beiden werden nach einiger Zeit ein Paar und fügen sich ihrem Schicksal.
Ein Jahr später möchte Jim Aurora einen Heiratsantrag machen. Doch dann erfährt sie aufgrund eines Missverständnisses zwischen Jim und Arthur, dass Jim sie absichtlich aufgeweckt hat. Wütend weicht sie vor ihm zurück und meidet ab sofort jeden unnötigen Kontakt.
Nach einiger Zeit treten in den Schiffssystemen immer häufiger Fehlfunktionen auf. So spielen Reinigungsroboter plötzlich verrückt und es fällt kurzzeitig die künstliche Schwerkraft aus, sodass Aurora in der umherschwebenden Wasserblase des Schwimmbeckens beinahe ertrinkt. Des Weiteren erwacht auch der Deckoffizier, Gus Mancuso. Dank seiner Sonderbefugnisse erhalten die drei Zugang zu streng gesicherten Informationen und gesperrten Bereichen des Schiffs. Gus schließt aus der Fehlerkette, dass es im System ein massives technisches Problem geben muss und damit das ganze Schiff gefährdet ist. Durch die Fehlfunktionen seiner Schlafkapsel wurden jedoch seine Organe schwer geschädigt, sodass er nur wenig später stirbt. Bei der Suche nach der Ursache für die Systemausfälle entdeckt Jim, dass ein Meteoroid die Außenhülle des Schiffs und mehrere Schotts durchschlagen hat. Als Folge der Beschädigungen droht der Fusionsreaktor zu überhitzen und zu explodieren. Für den Computer finden sie Ersatzteile, doch ein Neustart scheitert an einer blockierten Notentlüftung. Jim verlässt im Raumanzug das Schiff, um die Schleuse von außen zu öffnen, anschließend soll Aurora im Kontrollraum den Computer neu starten. Dies gelingt, doch die heißen Gase reißen Jims Sicherheitsleine ab und treiben ihn ins All hinaus. Aurora folgt ihm im Raumanzug, kann ihn zurück ins Schiff holen und vom Medizinroboter „Autodoc“ wiederbeleben lassen. Später entdeckt Jim, dass der Autodoc eine Person wieder in den Hyperschlaf versetzen könnte. Er bietet Aurora diese Option an, sie lehnt jedoch ab und bleibt bei ihm.
88 Jahre später, wenige Monate vor der geplanten Ankunft auf Homestead II, erwacht die restliche Crew des Raumschiffs wie vorgesehen. Sie betritt erstaunt die Aufenthaltshalle, die fast völlig mit Pflanzen überwuchert und von Tieren bewohnt ist. In einer Audiobotschaft erzählt Aurora, dass sie beide ein glückliches und erfülltes Leben geführt haben.

## Produktion

### Stab
Die Regie übernahm Morten Tyldum, das Drehbuch wurde von Jon Spaihts geschrieben. Dieses war bereits seit 2007 im Umlauf und befand sich auf der renommierten Blacklist der besten unverfilmten Drehbücher. Auch wenn viele Leser es gelobt und sich einige Regisseure und Schauspieler-Kombinationen mit dem Projekt verbunden gefühlt hatten, scheiterten vorherige Versuche einer filmischen Umsetzung laut Spaihts an dem großen Budget, denn obwohl die Geschichte mit nur wenigen Darstellern erzählt werden kann, spielt sie auf einem luxuriösen Raumschiff und besitzt als Überlebensabenteuer eine epische Größe. Bis zur tatsächlichen Umsetzung des Skripts dauerte es schließlich fast zehn Jahre. Es war besonders das Thema Isolation, das Jon Spaihts an der Geschichte interessierte, allerdings sah er sich hierdurch auch vor die schwierige Aufgabe gestellt, in seinem Drehbuch flott und unterhaltsam eine Story zu erzählen.

### Besetzung und Synchronisation
Die Hauptrollen von Jim Preston und Aurora Lane wurden mit Chris Pratt und Jennifer Lawrence besetzt. Michael Sheen übernahm die Rolle des Roboterbarkeepers Arthur. Sheen war bereits im Film Tron: Legacy in einer Rolle zu sehen, die laut seinen eigenen Aussagen große Ähnlichkeiten zu Arthur aufwies. Sheen spielte Arthur als einen humanoiden Roboter, der es zwar gewohnt ist, mit Tausenden von Menschen zu kommunizieren, nun aber eine komplexe Beziehung zu nur einer Person aufbauen muss, was für ihn neu ist, ihm jedoch gelingt, weil er lernfähig ist. Laurence Fishburne ist im Film in der Rolle von Gus Mancuso zu sehen.
Die weiteren Rollen treten im Film nur in wenigen, kurzen Szenen auf. Kimberly Battista spielt Jr Officer Fitzgerald und Aurora Perrineau spielt Celeste. Die Rolle von Captain Norris übernahm Andy Garcia, und Julee Cerda ist als ein Hologramm zu sehen. Die Synchronisation von The Observatory übernahm Fred Melamed.
In der deutschen Synchronisation leiht Leonhard Mahlich dem Schauspieler Chris Pratt in seiner Rolle von Jim Preston seine Stimme, Jennifer Lawrence als Aurora Lane wird von Maria Koschny synchronisiert, Arthur wird von Jaron Löwenberg gesprochen, und Tom Vogt übernahm die Synchronisation von Laurence Fishburne in der Rolle von Gus Mancuso.

### Dreharbeiten und Ausstattung

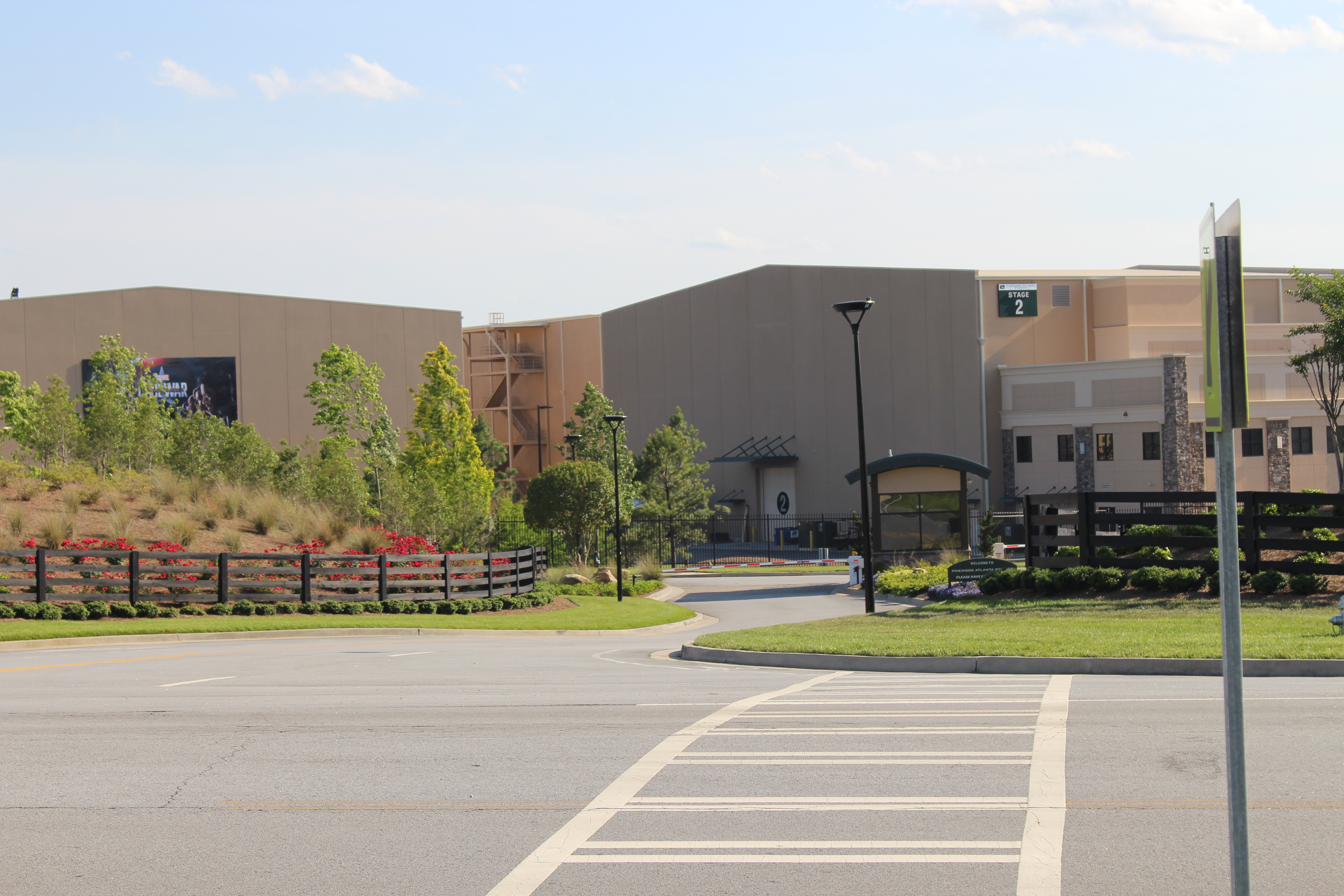
In den Pinewood Studios in Atlanta wurden rund 45 Sets gebaut.

Die Dreharbeiten fanden in den Pinewood Studios in Atlanta statt und wurden im September 2015 begonnen. Für den Film mussten dort ungefähr 45 Sets gebaut werden, was nach Aussage des Produzenten Neal H. Moritz für einen Film dieser Machart sehr wenig ist. Für die Designentwicklungen standen acht Wochen Zeit zur Verfügung, bevor man damit begann, die Sets zu bauen. Die gesamte Einrichtung der Bar des Raumschiffs im Art-déco-Stil ist nach Aussage von Moritz von Stanley Kubricks Film Shining aus dem Jahr 1980 inspiriert.
In Vorbereitung auf das Design der Filmsets für das gigantische Raumschiff hatte sich Moritz Kreuzfahrtschiffe und Hotels angeschaut, aber auch Technologien und Concept Arts der NASA. Die Größe der Sets diente im Film dem Illustrieren von Einsamkeit, in diesem besonderen Fall von Einsamkeit im Weltraum. Die luxuriöse Ausstattung des Raumschiffs war dem Umstand geschuldet, dass das Unternehmen, das im Film diese Raumflüge durchführt, eine sehr verführerische Umgebung konstruierte, um den Passagieren das Geld aus ihren Taschen zu ziehen, bevor sie auf den Planeten heruntergelassen werden, so Moritz.
Guy Hendrix Dyas, Production Designer des Films, verwendete für das Design der fiktiven Avalon ein ursprüngliches Konzept eines rotierenden radförmigen Raumschiffs, das er streckte, um so die Form der gewundenen Klingen zu erzielen. Auf diese Weise ähnelt die Form des Raumschiffes der eines Darrieus-Helix-Rotors.

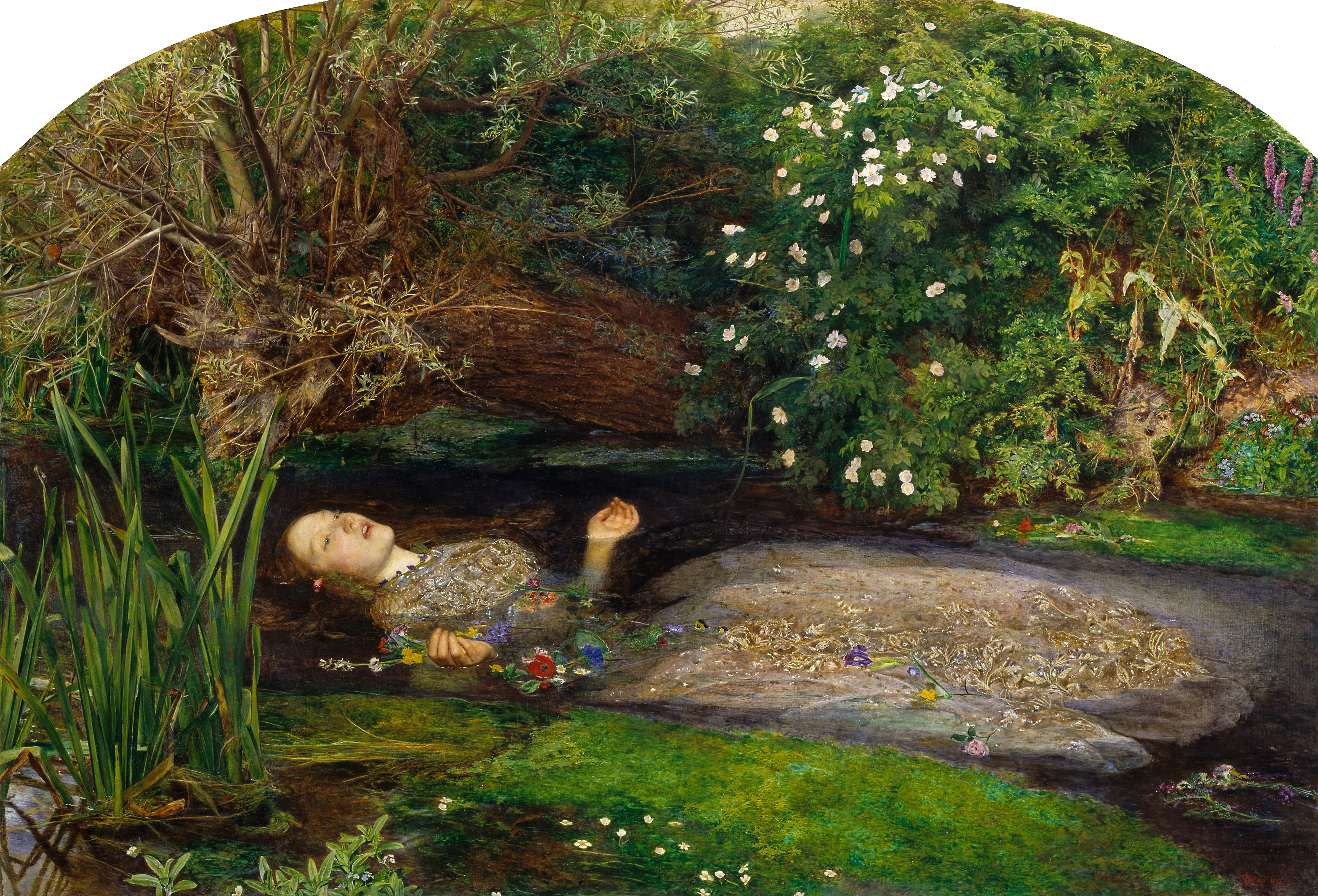
Das Gemälde Ophelia von John Everett Millais inspirierte Visual Effects Supervisor Erik Nordby bei der Pool-Szene

Die Szene, in der Aurora im Pool schwimmt, das Wasser jedoch aufgrund der ausfallenden künstlichen Schwerkraft die Form einer Blase einnimmt, von der sie umfasst wird und in der sie beinahe ertrinkt, ist nach Aussage des Visual Effects Supervisor Erik Nordby in ihrer Ästhetik visuell von dem Gemälde Ophelia von John Everett Millais inspiriert, auf das er und Regisseur Morten Tyldum in einer frühen Phase des Brainstormings gestoßen waren. Das Gemälde aus dem 19. Jahrhundert zeigt eine Figur aus Shakespeares Hamlet, die im Wasser ertrinkt und darin wie ein Embryo wirkt, was schön, aber gleichzeitig auch erschreckend wirke. Um diese im Drehbuch von Jon Spaihts – der über einen Abschluss in Physik verfügt – beschriebene Szene zu realisieren, bauten die Produktionsdesigner auf einem Parkplatz außerhalb des Filmstudios in Atlanta ein Wasserbecken auf. Das Team für visuelle Effekte hatte sich lange Zeit Gedanken darüber gemacht, wie sich das Wasser im Film bewegen muss, damit es einerseits physikalisch realistisch erscheint, andererseits nicht wirkt, als ob es sich dabei um eine Art Wassermonster handelt. Das Team nutzte von der Internationalen Raumstation gesammelte Daten über die Bewegung von Wasser in der Schwerelosigkeit, um in diese Szene des Films, der ohnehin schon in einer unrealistischen Umgebung spielt, einen für die Zuschauer möglichst glaubwürdigen Realismus zu bringen.
Für die eigentlichen Dreharbeiten mit Lawrence hatten Stunt-Koordinatoren eine Reihe von Riemenscheiben entwickelt, die am Boden des Pools befestigt wurden. Lawrence trug ein Gurtband um ihre Taille und zwei Manschetten um ihre Knöchel, damit sie sich unter Wasser in einer ganz bestimmten Position halten konnte, in die man sie gebracht hatte.
In den Szenen mit Sheen in der Rolle des Roboterbarkeepers Arthur kniete dieser auf einem sich mechanisch bewegenden Hocker. Seine Beine wurden später digital entfernt, sodass er im Film nur einen Oberkörper besitzt. Die schnellen Bewegungen, die die Maschine ausführte, waren alle auf einem Computer vorprogrammiert. Für eine realistische Darstellung versuchte der Schauspieler zudem, entsprechend der Programmierung eines Roboters, keine Bewegungen zu verschwenden, gleichzeitig wollte Sheen nach eigenen Aussagen jedoch keine Mr.-Roboto-Bewegungen hinlegen.
Das Budget des Films betrug laut Box Office Mojo geschätzte 110 Millionen US-Dollar.

### Filmmusik
Die Filmmusik komponierte Thomas Newman. Der im Levitate-Trailer verwendete, von der US-amerikanischen Indie-Rock-Band Imagine Dragons beigesteuerte Song Levitate wurde Ende November 2016 vorab veröffentlicht. Im Dezember 2016 wurde der Soundtrack von Newman als Anwärter bei der Oscarverleihung 2017 in der Kategorie Beste Filmmusik in die Kandidatenliste (Longlist) aufgenommen, aus denen die Mitglieder der Akademie die offiziellen Nominierungen bestimmten. Am 24. Januar 2017 erfolgte eine offizielle Nominierung in dieser Kategorie. Das Lied Levitate wurde in die Longlist für den Besten Filmsong aufgenommen.
Der Soundtrack zum Film umfasst 26 Stücke und wurde am 16. Dezember 2016 von Sony Classical (Sony Masterworks) auf CD veröffentlicht.
Titelliste des Soundtracks
1. The Starship Avalon (Main Title)
2. Hibernation Pod 1625
3. Command Ring
4. Rate 2 Mechanic
5. Awake for 7 Days
6. Crystalline
7. Precious Metals
8. Aurora
9. Robot Questions
10. The Sleeping Girl
11. Build a House and Live In It
12. I Tried Not To…
13. Spacewalk
14. Passengers
15. 50% of Light Speed
16. Cascade Failure
17. Zero – Gravity
18. Never Happy Here
19. Red Giant
20. Looking for Wrong
21. Chrysler Bldg.
22. Untethered
23. You Brought Me Back
24. Starlit
25. Accidental Happiness
26. Sugarcoat the Galaxy (End Title)

### Vermarktung und Veröffentlichung
Am 20. September 2016 veröffentlichte Sony einen ersten Trailer zum Film. Am 29. November 2016 begannen Jennifer Lawrence und Chris Pratt in Paris eine Pressetour zum Film, am 2. Dezember 2016 stellten sie das Projekt im Berliner Hotel Adlon vor.
Am 14. Dezember 2016 feierte der Film in Anwesenheit von Jennifer Lawrence, Chris Pratt, Rachael Leigh Cook, Suzanne Somers und Dania Ramirez im Village Theatre Westwood in Los Angeles seine Premiere. Der Film kam am 21. Dezember 2016 in die US-amerikanischen und am 5. Januar 2017 in die deutschen Kinos. Am 13. Januar 2017 kam Passengers offiziell und landesweit in die chinesischen Kinos, nachdem der unter anderem auch von Wanda Pictures finanzierte Film am 17. Dezember 2016 in Peking Premiere gefeiert hatte. Der Film wurde am 11. Mai 2017 in Deutschland von Sony auf Blu-ray Disc, Ultra HD Blu-ray und Blu-ray 3D veröffentlicht und ist seit dem 15. Oktober 2017 bei Sky Cinema, Sky Go und Sky On Demand zu sehen. Die Erstausstrahlung im frei empfangbaren Fernsehen erfolgte am 5. Mai 2019 auf RTL und ORF 1.

## Rezeption

### Altersfreigabe
In Deutschland ist der Film FSK 12. In der Freigabebegründung heißt es: „Der Film ist weitgehend ruhig erzählt und stellt Themen wie Freundschaft, Liebe und Loyalität in den Mittelpunkt. Gegen Ende gibt es vereinzelte Spannungs- und Actionszenen, als die Hauptfiguren Technikausfälle und Defekte des Raumschiffs beheben müssen, um zu überleben. Diese Szenen bewegen sich jedoch in einem Rahmen, der Kinder ab 12 Jahren nicht ängstigt oder anderweitig überfordert.“

### Kritiken
Passengers zählte zu den meisterwarteten Filmen des Jahres 2017. Nach dem Kinostart wurde vielfach kritisiert, der Film habe nicht halten können, was das Marketing versprach. So meinte Sebastian Lorenz von Robots & Dragons, Trailer und offizielle Inhaltsangabe priesen ein actiongeladenes Science-Fiction-Abenteuer mit einem Geheimnis an und bauten durch Sätze wie „Es gibt einen Grund, warum sie aufgewacht ist“ als Tagline Erwartungen auf, die der Film allerdings nicht erfülle. Zwar habe Passengers durchaus Potenzial, so Lorenz, dieses werde jedoch nur an der Oberfläche angekratzt, wobei die Handlung völlig risikofrei und durch vorhersehbare Muster abgearbeitet und selbst das moralische Dilemma, das im Film entsteht, nur oberflächlich behandelt und zügig abgehakt werde.
Zur Kritik, man könne sich nicht mit der Einsamkeit der Hauptperson identifizieren und die Entscheidung des männlichen Protagonisten, einen anderen Passagier in dasselbe Schicksal zu zwingen, sei verwerflich und armselig, sagte Chris Pratt: „Persönlich finde ich den Film sehr gut und bin stolz darauf.“
Marc Reichwein von Welt Online schreibt, Passengers punkte durch sein sensationelles Produktionsdesign; besonders hebt er die gläsernen Schlafkapseln und den Pool hervor, was alles aussehe wie eine konsequente Weiterentwicklung des berühmten Singapurer Hotels Marina Bay Sands. Reichwein bemängelt allerdings, der Film lege es trotz einer Ausgangskonstellation mit Potenzial nur auf eine banale Zweierromanze an. Zudem fehle dem Film jede existenzielle Erzählkraft, vielleicht auch der Irrsinn und leider auch der Humor guter Science-Fiction.
David Steinitz, Süddeutsche Zeitung, schreibt eingangs: „Selbst in den Weiten des Weltalls ist man nicht sicher vor Action-Quatsch: Der Film Passengers beginnt als großartig perverse Robinson-Crusoe-Parabel. Dann fangen die Explosionen an.“ Sein Fazit: „So raffiniert John Spaihts diesen Versuchsaufbau auch konstruiert hat, in der zweiten Hälfte des Films scheint ihn plötzlich eine große Lustlosigkeit an seinem eigenen Experiment ergriffen zu haben […] Als hätte plötzlich ein vollkommen fantasiebefreiter Produzent verordnet, die Story auf Kosten jeglicher dramaturgischer Logik auf ein Happy End hinzudichten, unterwandert Spaihts genau jene Aspekte, die seine Geschichte ursprünglich spannend gemacht haben, indem er die Amour fou in einen reinen Actionfilm von der Stange umschreibt.“
Peter Zander von der Berliner Morgenpost vergleicht den Film mit anderen Science-Fiction-Abenteuern, in denen Isolation eine wichtige Rolle spielt, wie Gravity, in dem Sandra Bullock als Astronautin ganz allein im Weltall kreist, oder Der Marsianer, in dem Matt Damon als eine Art intergalaktischer MacGyver auf dem roten Planeten ums Überleben kämpfen muss. In Zeiten von Globaltourismus und Google Earth, so Zander, gebe es kaum mehr unbekannte Eilande, wodurch die Vorstellung einer einsamen Insel ihren Schrecken verloren habe. Da Einsamkeit jedoch in der Natur von Urängsten liege, habe das Kino in jüngster Zeit das Weltall als letzten menschenfreien Vorstellungsraum für den Horror der Isolation ausgemacht.
Im Dezember 2016 wurde bekannt gegeben, dass sich der Film in der reduzierten Vorauswahl für die Kategorie Beste visuelle Effekte der Oscarverleihung 2017 befand.

### Einspielergebnis
In China, Russland und Deutschland erreichte der Film nach seinem Start Platz 1 der Kino-Charts. An seinem Startwochenende konnte der Film in Deutschland 412.330 Besucher und insgesamt 1.265.058 Besucher verzeichnen, wodurch er Platz 23 der deutschen Kino-Charts des Jahres belegt. Die Einnahmen des Films aus Kinovorführungen belaufen sich weltweit bislang auf 303,1 Millionen US-Dollar.

### Auszeichnungen
Art Directors Guild Awards 2017
- Auszeichnung für das Beste Szenenbild in einem Fantasyfilm (Guy Hendrix Dyas)[28]

Oscarverleihung 2017
- Nominierung in der Kategorie Bestes Szenenbild (Guy Hendrix Dyas und Gene Serdena)
- Nominierung in der Kategorie Beste Filmmusik (Thomas Newman)[29]

Saturn Awards 2017
- Nominierung als Bester Science-Fiction-Film
- Nominierung als Bester Hauptdarsteller (Chris Pratt)
- Nominierung als Beste Hauptdarstellerin (Jennifer Lawrence)
- Nominierung für die Beste Filmmusik (Thomas Newman)
- Nominierung für die Beste Ausstattung (Guy Hendrix Dyas)[30]